# Greg Abbott (Politiker)

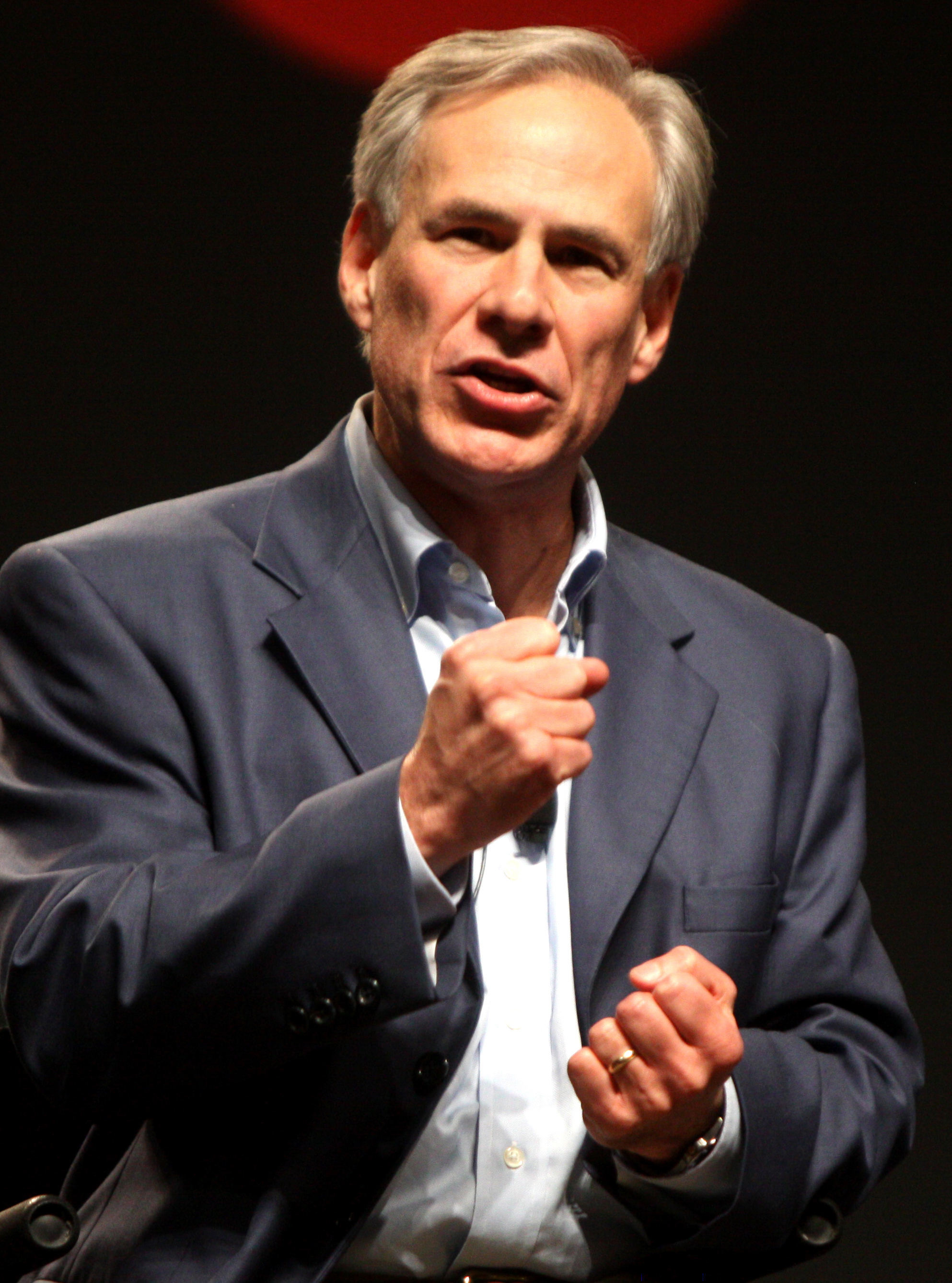
Greg Abbott (Oktober 2012)

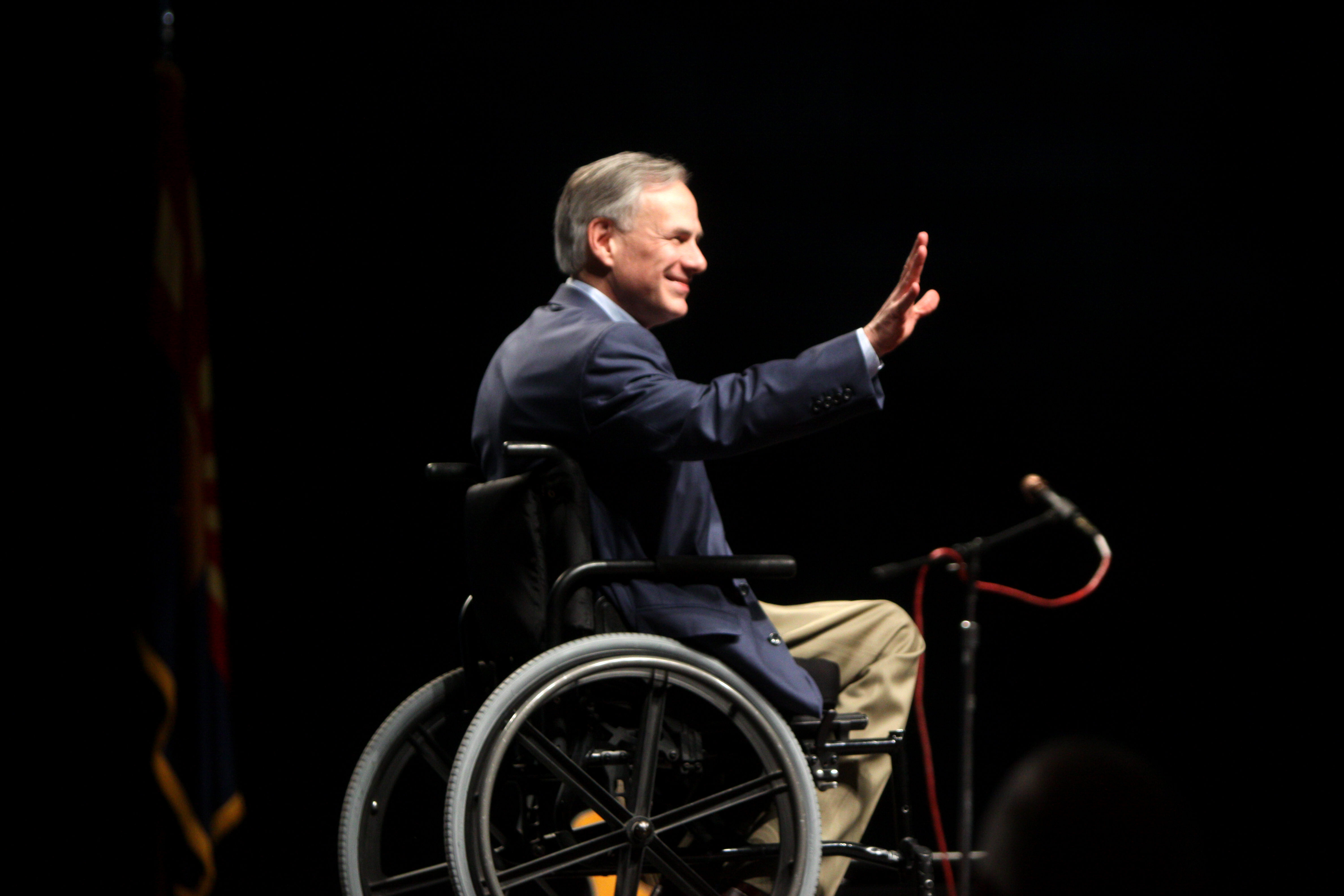
Greg Abbott (Oktober 2012)

Gregory Wayne „Greg“ Abbott (* 13. November 1957 in Wichita Falls, Texas) ist ein US-amerikanischer Jurist und Politiker der Republikanischen Partei. Er war von 2002 bis 2015 Attorney General des Bundesstaats Texas und ist seit dem 20. Januar 2015 dessen Gouverneur.

## Leben
Greg Abbott, geboren in Wichita Falls, wuchs in Duncanville auf, wo er die Highschool absolvierte. Danach studierte er an der University of Texas at Austin, an der er 1981 seinen Bachelor of Business Administration erlangte.
Am 14. Juli 1984 wurde Abbott beim Joggen von einer durch einen Sturm gefällte Eiche getroffen und lebensgefährlich verletzt. Die behandelnden Ärzte diagnostizierten u. a. gebrochene Rippen, eine kollabierte Lunge und in die Wirbelsäule eingedrungene Knochenfragmente. Nach einer Notoperation durfte er sich einen Monat lang nicht bewegen. Abbott ist seit dem Unfall querschnittsgelähmt und auf einen Rollstuhl angewiesen.
Abbott engagierte sich politisch bei der Republikanischen Partei und erwarb 1984 seinen Abschluss in Rechtswissenschaften an der Vanderbilt University in Nashville (Tennessee). Danach arbeitete er bis 1992 als Anwalt in der Kanzlei Butler and Binion. Von 1992 bis 1995 arbeitete er als Richter am 129th District Court. 1995 ernannte ihn der texanische Gouverneur und spätere US-Präsident George W. Bush zum Beisitzenden Richter am Supreme Court of Texas, dem Obersten Gerichtshof des Bundesstaates. In dieser Funktion war er bis 2001 tätig. Danach war er bis 2002 kurzzeitig wieder in der Privatwirtschaft als Anwalt tätig.
2002 kandidierte Abbott für das Amt des Attorney General (Justizminister) von Texas. Mit 57 Prozent der Stimmen gewann er gegenüber dem Bürgermeister von Austin, Kirk Watson, der auf rund 41 Prozent der Stimmen kam. Bei den Wahlen 2006 und 2010 wurde er im Amt bestätigt. Im Herbst 2013 gab Abbott bekannt, für das Amt des Gouverneurs von Texas kandidieren zu wollen. Die parteiinternen Vorwahlen der Republikaner im März 2014 gewann er mit 91 Prozent der Stimmen, nachdem der amtierende Gouverneur Rick Perry auf eine weitere Kandidatur verzichtet hatte. Bei der Wahl am 4. November 2014 konnte er die Staatssenatorin Wendy Davis mit 59 Prozent der Stimmen schlagen. Er trat sein neues Amt am 20. Januar 2015 an. Im November 2018 wurde er mit 55 % der Stimmen gegen Lupe Valdez im Amt bestätigt und trat im Januar 2019 seine zweite Amtsperiode an. Sein Wahlergebnis war rund fünf Prozentpunkte besser als jenes des Senators Ted Cruz, der parallel zur Wahl stand.
Im Jahr 2021 unterzeichnete Abbott die Heartbeat Bill. Ein von der republikanischen Mehrheit im Regionalparlament beschlossenes texanisches Gesetz, das das Recht auf Abtreibung auf die Zeit bis zum Eintreten des Herzschlags eines Fötus (das etwa in der 6. Schwangerschaftswoche einsetzt) begrenzt. Das Gesetz enthielt eine Regelung, dass Bürger Personen verklagen können, die einer Schwangeren zu einer illegalen Abtreibung in Texas verholfen hatten. Im Fall einer erfolgreichen Klage erhielten die Kläger für jede illegale Abtreibung eine Prämie in Höhe von bis zu 10.000 US-Dollar, die die beklagte Person oder Einrichtung aufbringen musste. Durch diese zivilrechtliche Regelung sollte die Entscheidung Roe v. Wade des Obersten Gerichtshofs der Vereinigten Staaten umgangen werden. Da diese 2022 durch die Entscheidung Dobbs v. Jackson Women’s Health Organization aufgehoben wurde, werden wieder Freiheitsstrafen angedroht. Auch Schwangerschaftsabbruch vor dem Beginn des Herzschlags ist wieder strafbar. Nur noch bei Gefahr für das Leben der Schwangeren ist Schwangerschaftsabbruch straflos.
Im September 2021 unterzeichnete Abbott ein – ebenfalls durch die republikanische Mehrheit im Regionalparlament beschlossenes – Wahlrechtsgesetz, das bei Inkrafttreten im Dezember 2021 das sogenannte Drive-through-Wählen, d. h. die Stimmabgabe vom Auto aus, verbietet, die Möglichkeiten der Briefwahl einschränkt und die Öffnungszeiten von Wahllokalen verkürzt.
Im Frühjahr 2022 begannen Abbott und sein damaliger republikanischer Amtskollege aus Arizona, Doug Ducey aus Protest gegen die Ausländerpolitik der Regierung von US-Präsident Joe Biden Migranten aus den Grenzgebieten mit Bussen in die demokratisch regierten Großstädte Washington D.C., New York und Chicago zu bringen. So ließ Abbott Busse voller Migranten in die Nähe der Residenz von US-Vizepräsidentin Kamala Harris (die von US-Präsident Joe Biden unter anderem mit der Aufgabe betraut wurde illegale Migration in den USA einzudämmen) bringen. Abbott erklärte diesbezüglich: „Wir schicken Migranten in ihren Hinterhof, um die Regierung Biden aufzufordern, ihren Job zu machen und die Grenze zu sichern.“ Abbott behauptete, dass Harris die Einwanderungskrise leugne. Stand September 2022 kamen dadurch Berichten zufolge allein in Washington mehr als 9000 Migranten an.
Greg Abbott ist seit 1982 verheiratet. Mit seiner Frau Cecilia, einer Enkelin mexikanischer Einwanderer, hat er eine Tochter adoptiert.